# Ingemar Andersson
Ingemar Andersson (* 1. Juni 1928 in Hallstahammar; † 17. Juli 1992 in Västerås) war ein schwedischer Kanute.

## Leben
Ingemar Andersson nahm an zwei Olympischen Sommerspielen teil. Bei den ersten Spielen nach dem Zweiten Weltkrieg, 1948 in London, war er im Canadier-Einer über 1000 Meter und 10.000 Meter der schwedische Vertreter. Er verpasste als Vierter und Fünfter jeweils das Podest. Auch bei den Sommerspielen 1952 in Helsinki konnte er keine Medaille erringen. Über 1000 Meter wurde er Fünfter.